# Cabinet Teufel II
Bade-Wurtemberg
Teufel I Teufel III
Le cabinet Teufel II (Kabinett Teufel II, en allemand) est le gouvernement du Land de Bade-Wurtemberg entre le 11 juin 1992 et le 11 juin 1996, durant la onzième législature du Landtag.

## Coalition et historique
Dirigé par le ministre-président chrétien-démocrate sortant, Erwin Teufel, il est formé d'une « grande coalition » entre l'Union chrétienne-démocrate d'Allemagne (CDU) et le Parti social-démocrate d'Allemagne (SPD), qui disposent ensemble de 110 députés sur 146 au Landtag, soit 75,3 % des sièges.
Il a été formé à la suite des élections législatives régionales du 5 avril 1992 et succède au cabinet Teufel I, soutenu par la seule CDU. L'entrée au Landtag du parti néo-nazi Les Républicains (REP) ayant rendu impossible toute coalition autre que celle unissant les deux grands partis, Teufel a choisi de se tourner vers le SPD. C'est alors la première fois, depuis 1968, que ce Land est gouverné en coalition. Après les élections régionales du 24 mars 1996, la remontée du Parti libéral-démocrate (FDP) ayant permis l'apparition d'une majorité absolue de centre droit, le ministre-président a pu former le cabinet Teufel III.

## Composition
- Les nouveaux ministres sont indiqués en gras, ceux ayant changé d'attributions en italique.

| Poste                                                                       | Ministre | Ministre                                                      | Parti |
| --------------------------------------------------------------------------- | -------- | ------------------------------------------------------------- | ----- |
| Ministre-président                                                          |          | Erwin Teufel                                                  | CDU   |
| Vice-ministre-président Ministre de l'Économie                              |          | Dieter Spöri                                                  | SPD   |
| Ministre des Affaires européennes                                           |          | Erwin Vetter                                                  | CDU   |
| Ministre de l'Intérieur                                                     |          | Frieder Birzele                                               | SPD   |
| Ministre de l'Éducation et des Sports                                       |          | Marianne Schultz-Hector (jusqu'au 18/07/1995) Annette Schavan | CDU   |
| Ministre de la Science                                                      |          | Klaus von Trotha                                              | CDU   |
| Ministre de la Justice                                                      |          | Thomas Schäuble                                               | CDU   |
| Ministre des Finances                                                       |          | Gerhard Mayer-Vorfelder                                       | CDU   |
| Ministre du Milieu rural, de l'Alimentation, de l'Agriculture et des Forêts |          | Gerhard Weiser                                                | CDU   |
| Ministre du Travail, de la Santé et de l'Ordre social                       |          | Helga Solinger                                                | SPD   |
| Ministre de l'Environnement                                                 |          | Harald B. Schäfer                                             | SPD   |
| Ministre des Transports                                                     |          | Hermann Schaufler                                             | CDU   |
| Ministre de la Famille, des Femmes, de la Formation et de la Culture        |          | Brigitte Unger-Soyka                                          | SPD   |